# Protobacillometra
Protobacillometra is een geslacht van wantsen uit de familie van de waterlopers (Hydrometridae). Het geslacht werd voor het eerst wetenschappelijk beschreven door Nel & Paicheler in 1993.

## Soorten
Het genus bevat de volgende soort:

- Protobacillometra oligocenica Nel & Paicheler, 1993